# Poznámkový blok
Poznámkový blok (anglicky Notepad) je jednoduchý textový editor obsažený v Microsoft Windows,
který ke své činnosti využívá třídu EDIT zabudovanou v operačním systému.
Jde o jeden z nejběžnějších čistě textových editorů. Výsledný soubor – typicky s příponou .TXT – neobsahuje žádné formátovací znaky ani styly, což činí tento program vhodný pro editaci souborů, které budou používány v prostředí DOS. Poznámkový blok může editovat jakýkoliv soubor, nicméně nedokáže správně interpretovat soubory formátu Unix (problém s koncem řádků).
Dřívější verze poznámkového bloku nabízely pouze základní funkce, např. vyhledávání v textu. Novější verze systému Windows pak obsahují inovovanou verzi Poznámkového bloku s funkcí nahrazování a standardními klávesovými zkratkami. Ve starší verzi (Windows 3.1, 95, 98 a ME) je rovněž omezena délka souboru na 64 kilobajtů, toto omezení vyplývá z možností třídy EDIT v těchto systémech.
Poznámkový blok byl donedávna aplikací určenou pouze pro systémy Windows, ale v současnosti je podporován open source operačním systémem ReactOS. Aplikace použitá v ReactOS je odvozena z Wine a je sama open source podle GNU Lesser General Public License.
Ve verzích systému založených na Windows NT dokáže Poznámkový blok editovat i soubory s osmibitovým kódováním a Unicode (UTF-8 i UTF-16).
Pro mnoho uživatelů vyžadujících spíše textový editor s podporou pokročilejšího formátování byl poznámkový blok překonán například WordPadem, který je také součástí operačního systému MS Windows, AbiWordem, OpenOffice Writer a řadou dalších. Ani mezi editory prostého neformátovaného textu není poznámkový blok zástupcem těch vyspělejších. Naopak mu schází mnoho pokročilých funkcí, které ocení například programátoři, kteří v těchto často píší například zdrojové kódy aplikací, webové stránky atp.